# Альфонсо, Селестино

Фотографии Селестино Альфонсо из уголовного дела. Ниже сцена расстрела группы Мисака Манушяна 21.02.1944 г.

Селестино Альфонсо (исп. Celestino Alfonso; 1 мая 1916, Итуэро-де-Асаба, провинция Саламанка, Испания — 21 февраля 1944, Форт Мон-Валерьен, Франция) — испанский коммунист, антифашист, доброволец-интернационалист гражданской войны в Испании, участник французского Движения Сопротивления в годы Второй мировой войны. Член группы Мисака Манушяна.

## Биография

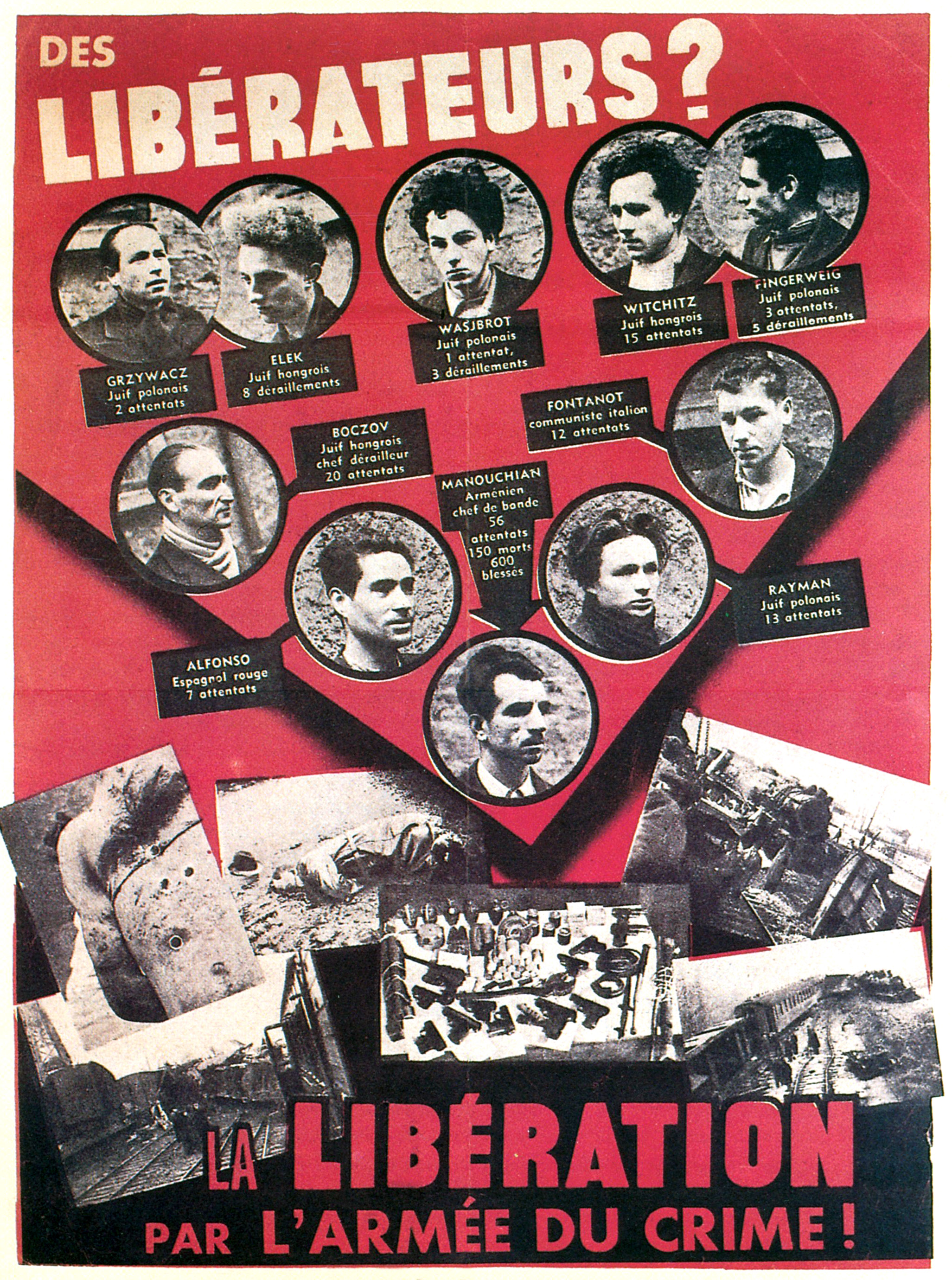
Красный плакат с изображением бойцов Сопротивления группы Мисака Манушяна

В поисках работы в начале 1930-х годов приехал во Францию. Работал столяром. С 1934 — член молодёжной организации ФКП. Был секретарём парторганизации Иври-сюр-Сен.
В 1936 добровольцем принимал участие в гражданской войне в Испании, был бойцом-пулемётчиком интернациональных бригад. Позже, в звании лейтенанта, в 1937 году получил ранение в правую руку, после госпиталя вернулся на фронт и стал политкомиссаром в чине капитана.
В 1938 после поражения Испанской республики, вместе со своими товарищами по борьбе, вернулся во Францию, был интернирован в концлагерь Сен-Сиприен, откуда вскоре совершил побег.
В мае 1942 года включился в движение Сопротивления, стал членом иммигрантской группы организации французских вольных стрелков и партизан (Francs-Tireurs et Partisans de la Main ďŒuvre Immigrée, или сокращённо FTP-MOI — ФБСП МОИ), которую с августа 1943 года возглавлял Мишель Манушьян (Мисак Манукян, 1906—1944).
Был арестован и вывезен в нацистскую Германию, откуда через полгода сбежал. Вернулся во Францию, перешёл на нелегальное положение и вновь стал участвовать в боевых операциях антифашистов. Под командованием Манушяна в составе группы совершил целый ряд успешных нападений на немецких оккупантов, включая операцию по ликвидации коменданта Парижа генерала фон Шамбурга, «отличившегося» массовыми расстрелами, и штандартенфюрера СС Юлиуса Риттера, ответственного за отправку 600 000 гражданских лиц на принудительные работы в Германию.
В ноябре 1943 вновь был арестован, предстал перед военным судом со своими товарищами и был приговорён к смертной казни.
Расстрелян после показательного суда, который вошёл в историю под названием «L’Affiche Rouge», 21 февраля 1944 года в крепости Форт Мон-Валерьен (Fort Mont-Valérien) в парижском предместье Сюрен.
Фотография Селестино Альфонсо была помещена на, так называемом Красном плакате, знаменитом пропагандистском плакате, выпущенном совместно немецкой администрацией и вишистским правительством весной 1944 года в оккупированном Париже для дискредитации участников Сопротивления из группы Манушяна.